# Playtonic Games
Playtonic Games ist ein britisches Indie-Entwicklerstudio und Computerspiel-Publisher. Es wurde 2014 von ehemaligen Mitarbeitern von Rare gegründet.

## Geschichte
Playtonic Games wurde Ende 2014 von Steve Hurst, Steve Mayles, Gavin Price, Jens Restemeier, Mark Stevenson und Chris Sutherland gegründet, die alle zuvor bei Rare arbeiteten.

## Entwickelte Spiele
| Jahr | Titel                                | Plattformen                                                               | Publisher |
| ---- | ------------------------------------ | ------------------------------------------------------------------------- | --------- |
| 2017 | Yooka-Laylee                         | Linux, macOS, Microsoft Windows, Nintendo Switch, PlayStation 4, Xbox One | Team17    |
| 2019 | Yooka-Laylee and the Impossible Lair | Microsoft Windows, Nintendo Switch, PlayStation 4, Xbox One               | Team17    |